# Reprezentacja Saby w piłce nożnej mężczyzn
Reprezentacja Saby w piłce nożnej - jest narodową drużyną Saby, mimo tego, że jest terytorium zależnym od Holandii leżącym w Ameryce Północnej, to nie jest kontrolowana przez Królewski Holenderski Związek Piłki Nożnej.

## Mecze międzynarodowe
| Data          | Miejsce        | Gospodarz      | Wynik | Gość           |
| ------------- | -------------- | -------------- | ----- | -------------- |
| 2004          | Sint Eustatius | Sint Eustatius | 3–1   | Saba           |
| 15 lipca 2006 | Saba           | Saba           | 3–5   | Sint Eustatius |
| 16 lipca 2006 | Saba           | Saba           | 5–5   | Sint Eustatius |

## Udział w Inter Islands Competition
- 2004 II Miejsce
- 2006 II Miejsce